# 1173
Cette page concerne l'année 1173  du calendrier julien. Pour l'année 1173 av. J.-C., voir 1173 av. J.-C.
L'année 1173 est une année commune qui commence un lundi.

## Événements
- Juin : expédition de Saladin à l’est du Jourdain[1]. Il met le siège devant  Kérak et Montréal[2]. Nur ad-Din marche vers le sud pour le rejoindre, mais Saladin, prétextant la maladie de son père Ayyoub, reprend la route de l’Égypte à son approche. Ayyoub, qui vient de sombrer dans le coma à la suite d’une chute de cheval meurt effectivement le 9 août[3]. Nur ad-Din, constatant qu’il n’a plus aucun homme de confiance en Égypte, décide de prendre en main personnellement les affaires du pays.
- Juillet : Nur ad-Din, en campagne contre le sultan de Rum Kılıç Arslan II prend Marash. Un traité d'alliance contre les Croisés est signé entre les deux hommes. Il ne remet pas en cause l'alliance byzantine de Kılıç Arslan[4].
- 25 septembre : traité entre Pise et Saladin[5]. Pise, éclipsée un moment en Égypte par la conquête ayyubide, retrouve ses droits commerciaux et obtient même de nouvelles concessions (droit d’utiliser ses propres poids et mesures et suppression de pratiques vexatoires : vente forcée, exaction des douaniers). Elle importe du bois, du fer, de l’or et de l’argent et achète des épices et surtout de l’alun. Les matériaux apportés par les Italiens permettent à Saladin de reconstruire sa flotte.

- Début du règne en Inde de Vîra Ballâla II, roi hoysala (fin en 1220)[6].
- Début du règne de Narapatisithu en Birmanie (fin en 1210)[7].
- Ghazni, capitale des Ghaznévides, est prise par les princes de Ghor. Les Ghaznévides s’enfuient en Inde où les Ghurides les traqueront jusqu’en 1186[8].
- Après la fin de la dynastie Fatimide, le chef de la secte des Assassins, Rachid ad-Din Sinan (« le vieux de la montagne ») envoie une ambassade à Amaury Ier de Jérusalem pour discuter des conditions de la conversion au christianisme des adeptes de la secte. Les Assassins possèdent alors plusieurs forteresses et villages en Syrie centrale. Beaucoup d’adeptes de la secte, devenus de paisibles paysans, versent un tribut régulier aux Templiers. En promettant de se convertir, le « vieux » espère exempter ses fidèles du tribut, que seuls les non-chrétiens sont tenus de payer. Les Templiers, décidés à faire échouer les pourparlers, tendent une embuscade aux envoyés à leur retour de Jérusalem et les massacrent[9].

### Europe

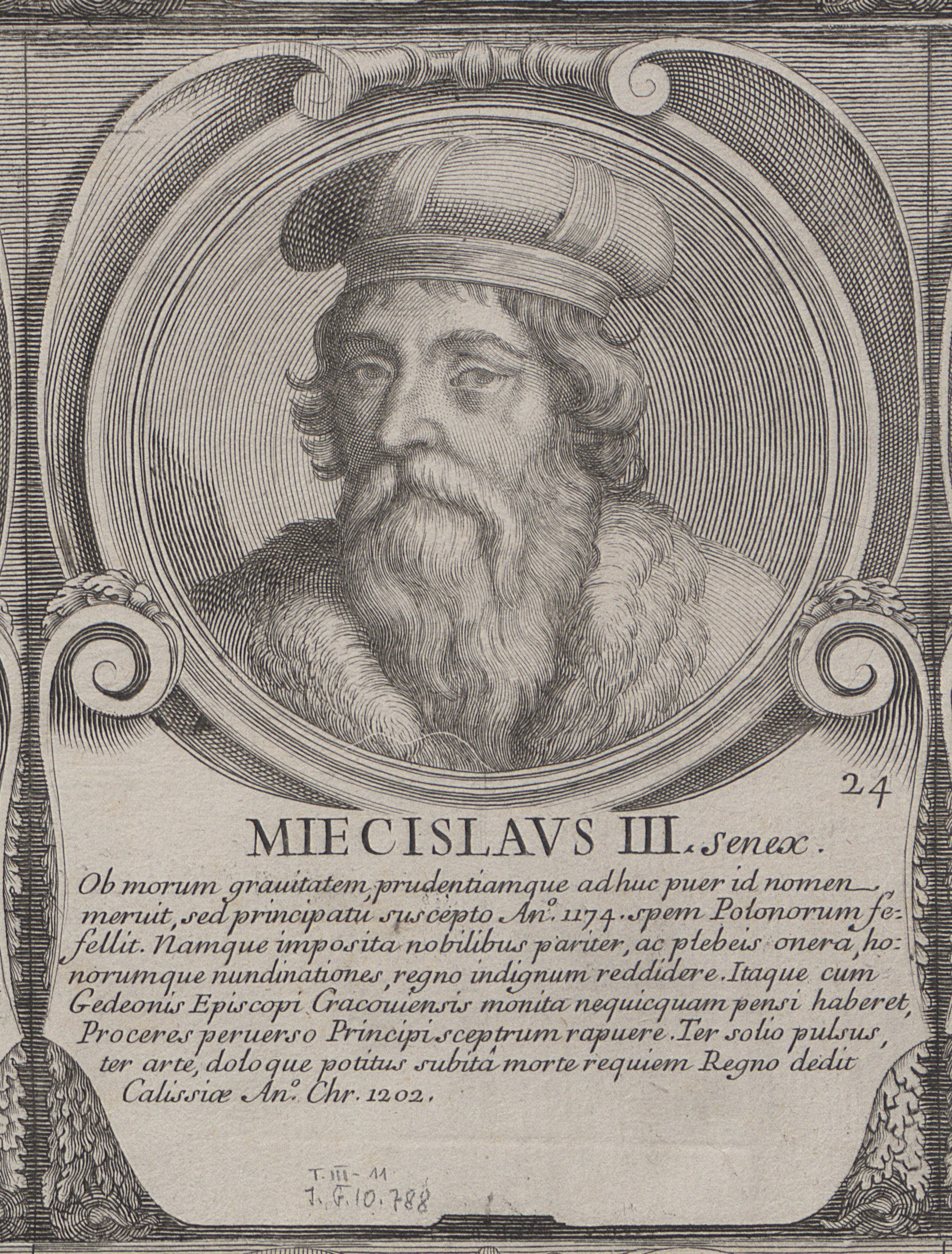
Mieszko III le Vieux, duc de Pologne.

- 5 janvier : mort de Boleslas IV de Pologne[10] ; début du règne de Mieszko III le Vieux, duc de Pologne[11]. Lech devient duc de Mazovie sous la tutelle de son oncle Casimir.
- 13 janvier : couronnement du roi Béla III de Hongrie par l’archevêque de Kalocsa[12].
- 21 février : canonisation de Thomas Becket, ancien archevêque de Canterbury[13].
- Février, Clermont-Ferrand : fiançailles d’Alix de Savoie et de Jean Sans Terre qui se voit attribuer Chinon, Loudun et Mirebeau au détriment de son frère Henri. À l’assemblée de Limoges, Henri le Jeune réclame une nouvelle fois le pouvoir effectif sur l’Angleterre et la Normandie.
- 8 mars : 
  - Henri le Jeune s’enfuit de Chinon pour rejoindre la cour de son suzerain et beau-père le roi Louis VII de France, il est bientôt rejoint par ses frères Richard et Geoffroy, sur ordre de leur mère. Début de la révolte de 1173-1174[14]. Les fils d’Henri II se rebellent contre leur père Henri II d’Angleterre avec l’appui d’Aliénor d’Aquitaine[15]. Les barons rejoignent la révolte en Angleterre et en Normandie.
  - les comtes de Boulogne et de Flandre, qui soutiennent la révolte d’Henri le Jeune contre son père, envahissent le pays de Bray[16].
- 24 mars : Riourik Rostislavitch occupe Kiev[17]. Renversé en septembre, il devient prince, puis grand-prince de Kiev à plusieurs reprises (1173, 1180-1181, 1194-1201, 1203-1204).
- 8 avril, Pâques : Henri II d’Angleterre tient une cour plénière à Alençon pour prendre des mesures contre son fils Henri le Jeune, en rébellion ouverte contre lui[18].
- 27 mai : Pierre Valdès harangue le peuple sur la place publique, à Lyon. Riche marchand de Lyon, il décide de tout quitter pour prêcher avec ses disciples la pénitence et la pauvreté. Le 15 août, il distribue ses derniers biens[19]. Il fonde la secte des « Pauvres de Lyon » (Vaudois).
- Juin : reprise de la guerre en Normandie entre Louis VII de France et Henri II d’Angleterre ; le roi de France assiège Verneuil[20].
- 29 juin : Philippe de Flandre assiège Aumale[21]. Le comte d’Aumale lui livre la place. Driencourt capitule après une courte résistance[22].
- 25 juillet : Mathieu de Boulogne est mortellement tué dans une escarmouche alors qu’il s’apprête à prendre le château d’Arques. Son frère Philippe de Flandre ordonne le retrait des troupes flamandes de Normandie[22].
- 3 août : Louis VII est  battu par les troupes d’Henri II devant Verneuil qu’il vient de piller et d’incendier[20].

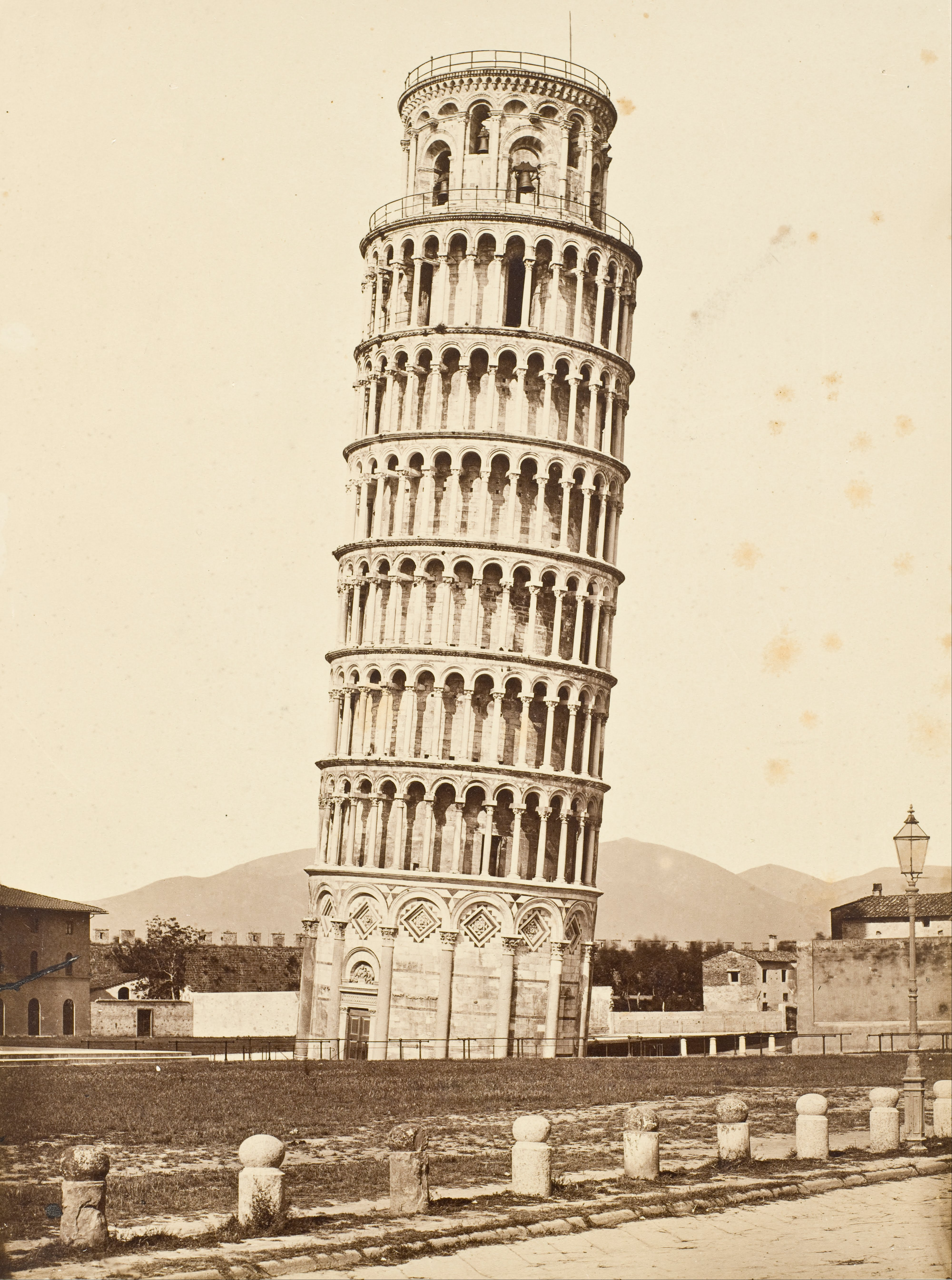
La tour de Pise, photographiée vers 1850.

- 9 août : début de la construction de la tour penchée de Pise par l’architecte Bonanno[23].
- 20 août : canonisation de Bernard de Clairvaux par le pape Alexandre III[24].
- 20 - 26 août : siège de Dol par les Anglais[25].
- Août : Guillaume le Lion, roi d’Écosse, se joint à la révolte contre Henri II et envahit le Northumberland et le Cumberland mais échoue à prendre aucun château. En représailles, les partisans d'Henri II brûlent Berwick et ravagent le Lothian. Guillaume envahit de nouveau l’Angleterre en avril 1174, mais est capturé en juillet 1174 et emprisonné à Falaise. Il ne sera libéré que contre rançon et reconnaissance de souveraineté[26].
- 8 septembre : Sviatoslav III occupe Kiev[27]. Il se dispute le trône avec Yaroslav II.
- 24 septembre : échec de la conférence de Gisors entre les rois de France et d’Angleterre[20].
- 17 octobre : les barons anglais rebelles, à la tête d’une armée de mercenaires flamands, sont battus par les partisans du roi Henri II à la bataille de Fornham, dans le Suffolk. Robert III de Beaumont est fait prisonnier[28].
- Novembre : Aliénor est capturée par son mari alors que, vêtue d’un habit masculin, elle tentait de se réfugier auprès du roi de France. La reine est enfermée au château de Chinon (fin en 1189)[29].

- Permutatio, traité entre l’archevêque de Lyon Guichard de Pontigny et le comte de Forez Guy II. Ce dernier renonce à ces possessions lyonnaises au profit des archevêques de Lyon en contrepartie du versement de onze cents marcs d'argent et de la rétrocession des possessions de l'Église en Forez[30].
- Knut Eriksson devient seul roi de Suède (fin en 1196).
- Création de la première communauté de béguines à Liège[31].